# 奉化区
奉化区是中华人民共和国浙江省宁波市的一个市辖区，位于宁波市区南部，為前中華民國總統蔣中正、蔣經國父子故鄉。区域总面积为1,277.14平方公里。
奉化區位於浙江省東部沿海、東瀕象山港、隔港與象山縣相望，南連寧海縣，西接新昌縣、嵊州市和餘姚市，北交海曙區、鄞州區。區人民政府駐錦屏街道錦屏南路1號。

## 名称由来
奉化名由来，有三说：
- 元丰《九域志》：“州曰明，郡曰奉化，以郡名名县。”
- 南宋乡人陈著：“奉化为邑，以民皆乐于奉承王化得名。”
- 明嘉靖《奉化县图志》：“县东南五里，有山特起曰奉化。”

## 历史
秦灭楚国后，越地归入秦国疆域，秦王政于统一六国的前一年即公元前222年设置了鄞、鄮、句章（句读音为勾）三县，均属会稽郡下辖。鄞县的区域包括今天宁波的海曙及奉化、象山一带，县治设在今奉化白杜。鄮县的区域包括今宁波鄞州、北仑及舟山群岛，治所设在宝幢附近的鄮山同谷，即今五乡镇同岙村，旧称鄮廓。句章县包括今市区江北和今海曙、旧时慈溪、余姚一带地方，治所在今慈城附近的乍山城山渡。
公元前206年，项羽封英布为九江王，统有九江、彰、会稽三郡之境，鄞县与鄮县、句章均属九江国。
秦亡后，汉袭秦制，仍置鄞县。西汉初期分封刘姓诸侯王和有功异姓王，鄞、鄮、句章等县先属刘贾的荆国，后属刘濞的吴国。
汉景帝时（公元前154年），发生了诸侯国反叛中央的“七王之乱”，吴王刘濞是反叛首领。三个月后，叛乱平息，刘濞被诛，吴地削藩，鄞县复属会稽郡。新莽天凤元年（公元14年），王莽把鄮县改为海治县，把鄞县改为谨县，仍属会稽郡。
东汉建立后，光武帝在建武（公元25－56年）初年，废谨县名，复改为鄞县。
纵观秦汉两代，鄞县县治在白杜，历来归会稽郡所辖，其县境兼有今海曙、鄞州、奉化及宁海、象山部分之地，重心在今奉化。
唐开元二十六年（738年）设奉化县。
奉化自建县以来，区划多有变动。元元贞元年（1295年）升为州，明洪武二年 （1369年）复为县。
1988年10月13日撤县设市。
2001年，配合经济和社会发展，对乡镇行政区划进行调整，形成5街道、6镇的格局。
2016年10月，奉化撤市设区，成立宁波市奉化区。

## 行政区划

### 乡级
下辖6个街道、6个镇：
锦屏街道、岳林街道、江口街道、西坞街道、萧王庙街道、方桥街道、尚田街道、莼湖街道、溪口镇、裘村镇、大堰镇和松岙镇。
2010年3月10日，宁波溪口雪窦山风景名胜区管理委员会成立，溪口镇由该委员会代为管理，奉化区主要负责人兼任该委员会负责人。

### 村级
截至2016年7月，原奉化市共有40个社区和353个行政村，另有未经民政部门确认的类似行政村的单位（生活区）5个（锦屏街道三溪农场生活区、岳林街道土埭良种繁殖场生活区、西坞街道西坞林场生活区、西坞街道西坞茶场生活区、溪口镇商量岗林场生活区）。
| 地图 | 区划名称 | 面积  | 人口   | 邮政编码  | 区划代码                 | 村级区划数      | 治所 |
| --- | -------- | ----- | ------ | --------- | ------------------------ | --------------- | ---- |
| 方桥 · 街道 江口街道 锦屏 · 街道 岳林 · 街道 西坞 · 街道 萧王庙 · 街道 莼湖 · 街道 尚田街道 溪口镇 裘村镇 松岙镇 大堰镇 |          |       |        |           |                          |                 |      |
| 锦屏街道 | 41.93    | 8.0万 | 315500 | 330213001 | 12社区，19行政村         | 茗山路251号     |      |
| 岳林街道 | 26.91    | 3.7万 | 315500 | 330213002 | 8社区，22行政村          | 天峰路62号      |      |
| 江口街道 | 36.63    | 3万   | 315504 | 330213003 | 1居民区，28行政村        | 江宁路101号     |      |
| 西坞街道 | 108.33   | 4.0万 | 315505 | 330213004 | 1社区，1居民区，23行政村 | 西坞南路18号    |      |
| 萧王庙街道 | 87.02    | 3.4万 | 315503 | 330213005 | 1居民区，21行政村        | 长寿路6号       |      |
| 方桥街道 | 27.01    | 2.3万 | 315514 | 330213006 | 1居民区，24行政村        | 方港路16号      |      |
| 尚田街道 | 158.92   | 4.0万 | 315511 | 330213103 | 1居民区，42行政村        | 尚田镇西路14号  |      |
| 莼湖街道 | 140.57   | 6.0万 | 315506 | 330213104 | 3居民区，51行政村        | 东盛路306号     |      |
| 溪口镇 | 367.10   | 7.9万 | 315502 | 330213100 | 4居民区，55行政村        | 溪口中山路8号   |      |
| 裘村镇 | 87.60    | 2.6万 | 315507 | 330213106 | 1居民区，18行政村        | 裘村银河路86号  |      |
| 大堰镇 | 129.33   | 2.6万 | 315509 | 330213107 | 1居民区，40行政村        | 大堰村大登路8号 |      |
| 松岙镇 | 50.39    | 1.3万 | 315507 | 330213108 | 1居民区，12行政村        | 松岙振兴路80号  |      |

## 地理与气候
奉化西部处于天台山脉与四明山脉交接地带，多高山峻岭，黄泥浆岗海拔976米，为境内最高峰。东北部地势平坦，河网纵横，属宁奉平原的一部分。西南多山区和河谷，沿海尚有小块狭长低平地带。全区海岸线长61公里，岛屿24个。
奉化属亚热带季风气候，年均气温16.3°C，降雨量1350至1600毫米，日照时数1850小时，无霜期232天。

## 知名人士
奉化中部的溪口镇是中华民国前总统蒋中正、蒋经国父子的故乡。他们出生和成长于此处，并且在后来的政治生涯中也经常来此居住。溪口镇旁的雪窦山上亦有多处与蒋氏相关的建筑和景点。附近的滕头村则被联合国命名为生态村。
奉化古代名人有：戴表元、莊崧甫。
奉化近代名人还有奉化三俞（即：俞飞鹏、俞济时和俞国华）、王任叔（巴人）、毛思诚、邬华扬、鄔維庸、中国奥运之父王正廷、红帮裁缝先驱王才运、男低音歌唱家斯義桂。
奉化现代名人：中华民国第二十六任行政院长毛治国、网易总裁丁磊、银泰商业董事长兼总裁沈国军、奥运冠军汪顺。

## 经济
奉化的服装制造业非常发达，在各乡镇都建有大型服装厂，著名的品牌有“罗蒙”西服、“荣昌翔”等。
手机制造商波导曾经是奉化经济的主体。
2022年，奉化区实现地区生产总值907.28亿元，分产业看，第一产业实现增加值35.98亿元，第二产业实现增加值547.37亿元，第三产业实现增加值323.93亿元。三次产业之比为4.0：60.3：35.7。

## 地理
境内除西南部为四明山脉丘陵地形外，其余皆属平原，水网密布。全区年平均气温16℃，降水量1400毫米。农业也区分为平原和山区两种类型。平原主产水稻、芋艿等，山区则盛产竹、茶叶、杨梅和水蜜桃。

## 物产
- 金属资源有铅、锌，非金属资源有磷、明矾石、砂、花岗岩、紫砂土等。
- 高等植物有185科，1500种，如银杏、杜仲。
- 动物有兽类、鸟类、爬行类、两栖类、鱼类、贝类、甲壳类等千种。
- 土特产品有、蚶子、羊尾笋干。
- 奉化芋艿头、奉化水蜜桃、奉化曲毫茶、溪口千层饼：中国地理标志产品。

## 人口
2022年初全区户籍人口477862人，比上年减少1535人，其中城镇人口222172人。全年出生人口2190人，出生率4.58‰；死亡人口4085人，死亡率8.55‰；人口自然增长率-3.97‰。

## 文化和旅游
名胜古迹有溪口镇景区、雪窦山景区、亭下湖景区、大桥镇锦屏山景区。其中，溪口-滕头旅游区是国家5A旅游景区。
溪口镇和“全球生态500佳”、“世界十佳和谐乡村”滕头村分别入选上海世博会城市未来馆亚洲唯一代表案例和城市最佳实践区唯一乡村案例。
- 国家重点风景名胜区：雪窦山
- 全国重点文物保护单位：蒋氏故居

### 图集

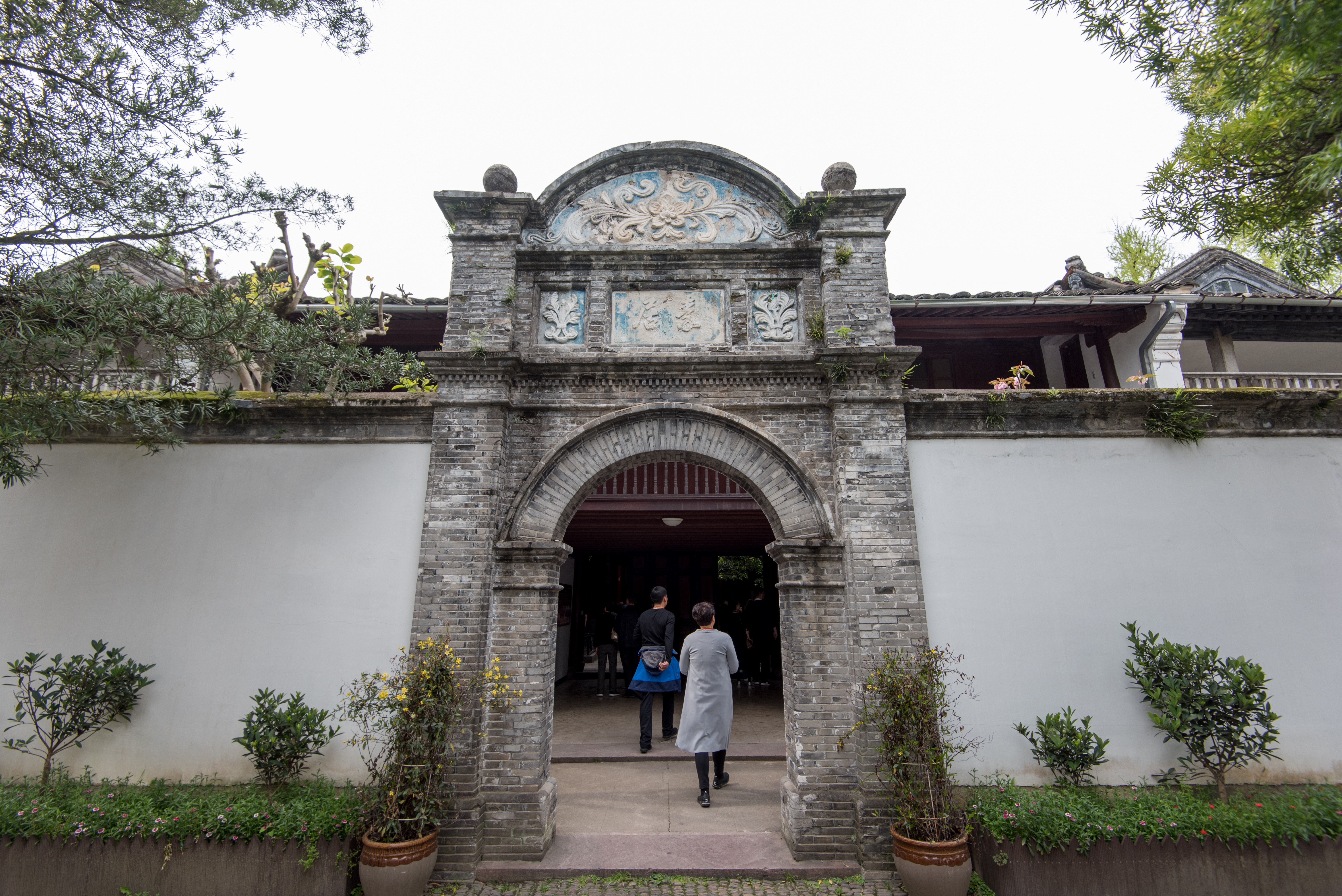
丰镐房
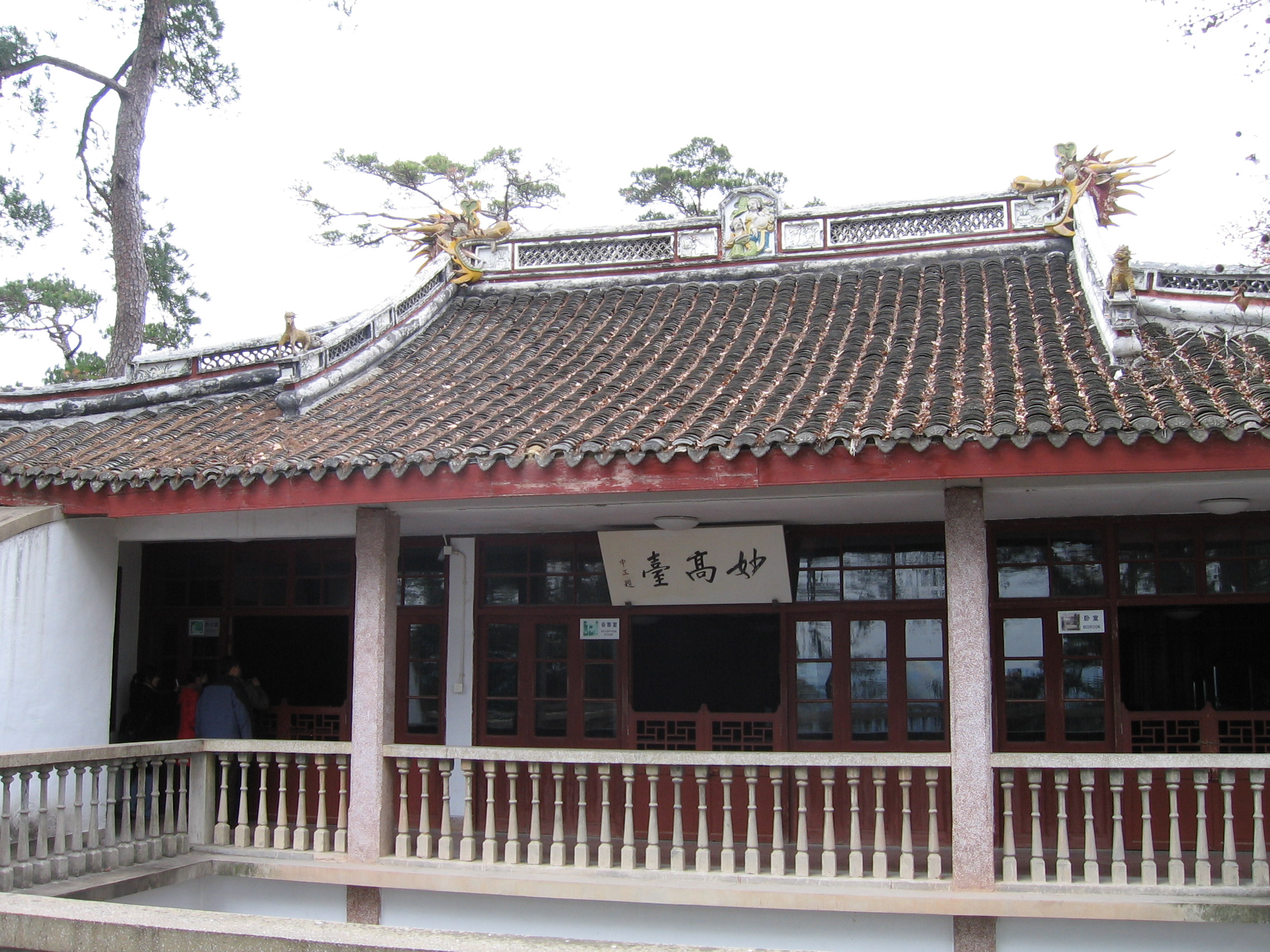
妙高台
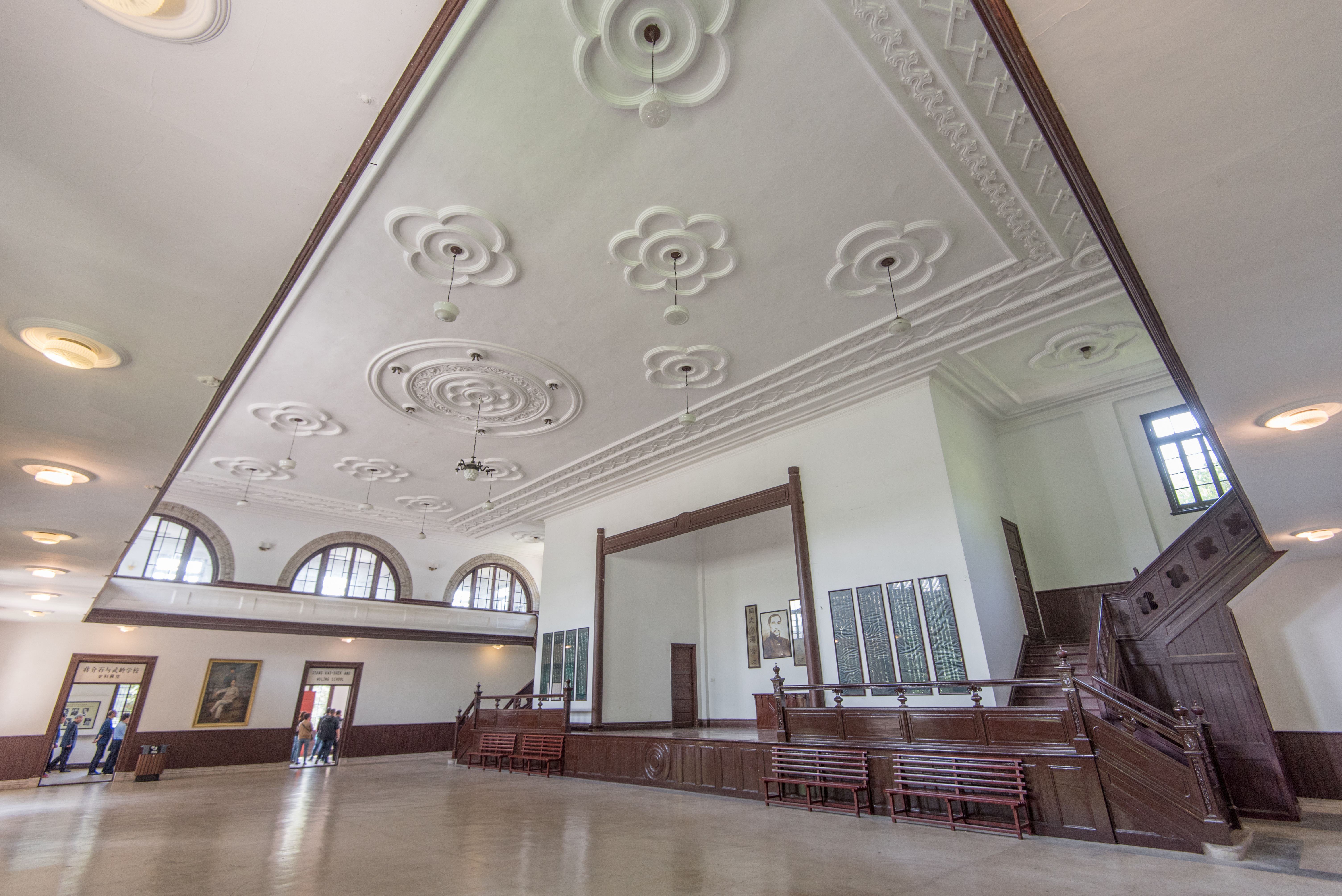
武岭学校礼堂
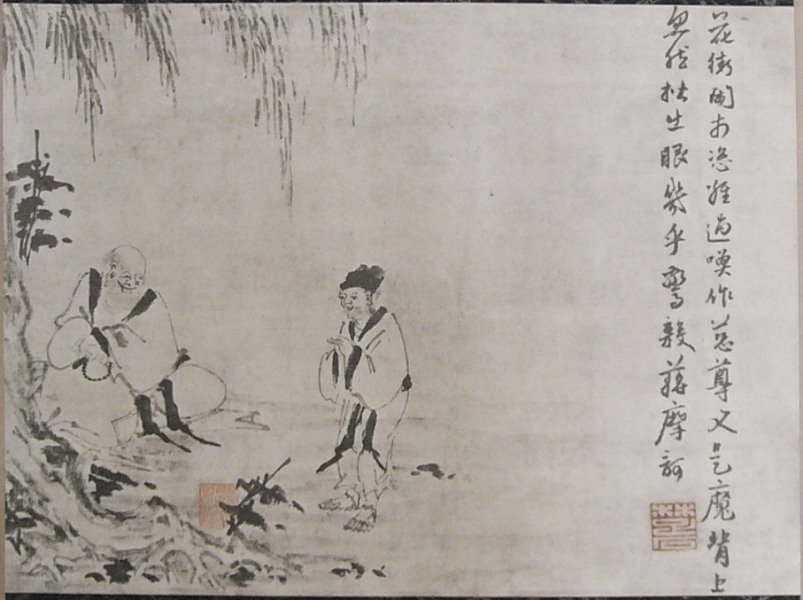
布袋和尚契此和尚与蔣宗霸